# Iman Shumpert
Iman Asante Shumpert (Oak Park, 26 de junho de 1990) é um jogador basquete profissional norte-americano que joga pelo Brooklyn Nets da NBA. Shumpert fez parte do time campeão da NBA de 2016 atuando pelo Cleveland Cavaliers.

## Estatísticas na NBA
| † | Quando foi campeão |

### Temporada regular
| Ano      | Equipe    | PJ  | PT  | MPP  | %TC  | %3P  | %TL  | RPP | APP | ROB | TPP | PPP |
| -------- | --------- | --- | --- | ---- | ---- | ---- | ---- | --- | --- | --- | --- | --- |
| 2011-12  | New York  | 59  | 35  | 28.9 | .401 | .306 | .798 | 3.2 | 2.8 | 1.7 | .1  | 9.5 |
| 2012-13  | New York  | 45  | 45  | 22.1 | .396 | .402 | .766 | 3.0 | 1.7 | 1.0 | .2  | 6.8 |
| 2013-14  | New York  | 74  | 58  | 26.5 | .378 | .333 | .746 | 4.2 | 1.7 | 1.2 | .2  | 6.7 |
| 2014-15  | New York  | 24  | 24  | 26.0 | .409 | .348 | .676 | 3.4 | 3.3 | 1.3 | .1  | 9.3 |
| 2014-15  | Cleveland | 38  | 1   | 24.2 | .410 | .338 | .667 | 3.8 | 1.5 | 1.3 | .3  | 7.2 |
| 2015-16† | Cleveland | 54  | 5   | 24.4 | .374 | .295 | .500 | 3.8 | 1.7 | 1.0 | .4  | 5.8 |
| Total    | Total     | 294 | 168 | 25.6 | .393 | .334 | .757 | 3.6 | 2.0 | 1.3 | 0.2 | 7.4 |

### Playoffs
| Ano   | Equipe    | PJ | PT | MPP  | %TC  | %3P  | %TL  | RPP | APP | ROB | TPP | PPP |
| ----- | --------- | -- | -- | ---- | ---- | ---- | ---- | --- | --- | --- | --- | --- |
| 2012  | New York  | 1  | 1  | 19.0 | .000 | .000 | .000 | 1.0 | .0  | 1.0 | .0  | .0  |
| 2013  | New York  | 12 | 12 | 28.1 | .410 | .429 | .857 | 6.0 | 1.3 | 1.1 | .3  | 9.3 |
| 2015  | Cleveland | 20 | 16 | 34.8 | .360 | .355 | .750 | 4.9 | 1.2 | 1.3 | .8  | 9.1 |
| 2016† | Cleveland | 21 | 0  | 17.3 | .462 | .382 | .636 | 2.2 | 0.8 | 0.5 | 0.1 | 3.3 |
| Total | Total     | 54 | 29 | 26.2 | .409 | .378 | .723 | 4.0 | 1.0 | .9  | .4  | 6.7 |